# دون ماتياس
دون ماتياس بلدة في كولومبيا في إدارة أنتيوكيا، تحدها بلدية سانتا روزا دي أوسوس من الشمال ، وبلديتا سانتا روزا دي أوسوس وسانتو دومينغو من الشرق، وبلدية باربوسا من الجنوب ، وبلدية سان بيدرو دي لوس ميلاغروس من الغرب .
تقع ضمن منطقة الشمال الكولومبي، وتبعد حوالي 49–65 كم شمال شرق مدينة ميديلين، على الطريق السريع المؤدي إلى البحر .